# Glossina caliginea
Glossina caliginea
Pour les articles homonymes, voir Mouche et Goma Tsé-Tsé.
Espèce
Glossina caliginea est l'une des 23 espèces reconnues de glossines (genre Glossina) et appartient au groupe des glossines riveraines/palpalis (sous-genre Nemorhina).

## Répartition
La présence de Glossina caliginea était connue dans sept pays d'Afrique : le Cameroun, la République centrafricaine, la République du Congo, la Guinée équatoriale, le Gabon, le Ghana et le Nigéria. Cependant, dans la littérature scientifique évaluée par les pairs pour la période 1990-2020, les données sur sa présence n'étaient disponibles que pour quatre pays contigus d'Afrique centrale et d'Afrique de l'Ouest, à savoir le Cameroun, la Guinée équatoriale, le Gabon et le Nigéria. En Guinée équatoriale, l'espèce a été détectée en sympatrie avec d'autres espèces de glossines des groupes palpalis et fusca, et en particulier avec Glossina palpalis palpalis, plus abondante et largement répandue,,. Toutes les études ayant signalé la présence de G. caliginea en Guinée équatoriale entre 1990 et 2020 ont été menées dans des foyers de maladie du sommeil, à savoir Campo, Mbini et Kogo. Au Nigéria, l'espèce a été signalée dans une seule étude, dans la région du delta du Niger. Avant 1990, des signalements ou des suggestions de présence de G. caliginea ont également été effectués en République centrafricaine, en République du Congo, et au Ghana.